# Mississippikultur
Mississippikulturen var en oprindeligt amerikansk civilisation, der praktiserede byggeri af høje. Arkæologer daterer civilisationen fra ca. 800 AD til 1600 AD, med regional variation.
Den var sammensat af en række urbane bopladser og satellitbyer (forstæder) knyttet sammen af et løst handelsnetværk. Den største by Cahokia menes at have været et stort religiøst centrum. Civilisationen blomstrede i et område, der gik fra de store søers sydlige kyststrækninger i det vestlige New York og det vestlige Pennsylvania, i hvad der nu er det østlige Midtvesten; området strakte sig videre til syd-sydvest ind i Missisippidalens lavere del og omsluttede østligt omkring den sydlige fod i Appalachernes "barrier range" ind, i hvad der nu er det sydøstlige USA.
Den mississippiske livsstil begyndte at udvikle sig i Mississippifloddalen, der har givet navn til den. Kulturer i bifloden Tennesseeflodens dal kan på dette tidspunkt være begyndt at udvikle mississippiske egenskaber. Næsten alle daterede mississippiske arkæologiske områder er fra før 1539-1540 (da Hernando de Soto udforskede området). En bemærkelsesværdig undtagelser er Natchez samfundene, der opretholdt mississippiske kulturelle skikke ind i det 18. århundrede.